# 密・リターンズ!
『密・リターンズ！』（ひそか リターンズ）は、「週刊少年ジャンプ」にて1995年10号から1996年19号まで連載された八神健の恋愛漫画作品。ジャンプコミックス全7巻が出版された。
後に2004年にぺんぎん書房・SEED!COMiCSより全3巻で再版、2006年に宙出版・MISSY COMICSより途中までをペーパーバック(コンビニ向けコミックス)にて全2巻で再々版。
また2011年よりマンガ図書館Zでジャンプコミックス版をビューワーで配信中（広告付き）。
2020年にJコミックテラス×ナンバーナインより全7巻で雑誌掲載時のカラーページを収録し一部カバーを描き下ろした完全版が配信開始。各電子書籍サイトにて配信中。

## 概要
バトルものやスポーツものが多いジャンプにおいて、絵柄も物語性を重視した作風も異彩を放っていた。ややSF要素のある学園ラブコメだったが、後半の探偵編からは戦闘に長けた超能力者等が登場し、出版会社側によるテコ入れによりバトルマンガ化した。後に作者の言うところによると、「幽☆遊☆白書」の路線変更によるメガヒットを忘れられない編集部が、二匹目のドジョウを狙わせたとの事であるが、ただでさえ類似性が多い作品であったこともあり、作者は気乗りしなかったという。第1部は人気作品であったが、第2部での脈絡のないジャンルの転換、作品としての劣化から、急激に人気を失い、早期の打ち切りとなった。

## あらすじ
第1部　転生編
高校教師端島密は同僚の星崎理都にプロポーズした当日に子供を助けようとして川でおぼれて死んでしまう。しかし、通りかかった僧侶寅午に密の魂が呼び戻されて、おぼれた少年鳴神源五郎に魂をうつしかえられる。密は鳴神源五郎として生きなおす決心をして、もう一度理都と恋をするために理都の学校に転校する。
第2部　異能探偵バトル編
数々の難関を乗り越え、遂に密は復活するが、今度は理都の魂が漂流してしまう。霊能探偵となった密は、理都の転生した肉体を捜す。のちに、超能力者集団に巻き込まれ、時空を超えた戦いの渦へと巻き込まれていく。戦いの末に、理都は中世の中東で世界を滅亡させかけた、エスパー・アルラルの転生であったと知るのだった。

## 登場人物
端島密（はしじまひそか）
12月11日生まれの29歳。いて座、B型。身長178cm。府浦高校の生物教師で、元生徒である星崎理都に想いを寄せている。非常に生徒思いの先生で理都もそんな彼の一面に惹かれていた。溺れて死んでしまったが鳴神源五郎として新たな人生を生きることになり、少しずつ理都と引かれ合っていく。端島密として復活した物語後半では、理都探しのために『端島密探偵事務所』を設立する。苦手なものは水泳で、まったく泳げない。楽天家でルーズなところがある。物語前半の外見のデザインのモチーフは『美味しんぼ』の山岡士郎、モデルとなっている人物は前島密とされている。
星崎理都（ほしざきりと）
1月2日生まれの24歳。山羊座、A型。身長163cm B78/W57/H82。高校時代に教育実習にきた密の教え子で、彼とのある出来事により教師になることを決意。またそのころより密に対し恋心を抱いていた。後に地学の教師になり府浦高校に就任し密と再会を果たす。教育熱心だが非科学的な事は一切信じず生真面目でやや融通が利かない性格の為、密には「教科書女」と呼ばれる。彼女に憧れている男子生徒も多いらしい。プロポーズされた直後、源五郎を助けた密が溺死したため失意のどん底に陥るも、源五郎に転生した密に励まされ、反発し、惹かれあう中で精神的に成長していく事になる。

鳴神源五郎（なるかみげんごろう）
10月8日生まれのてんびん座、AB型。身長155cm。溺れていたところを密が助けようとした少年。密転生時に府浦高校に転校し、理都が担任の1年B組に入る。大変大人しく消極的な性格で人の輪に入るのが苦手であった。

寅午（トラウマ）
7月30日生まれのしし座、A型。密を助けるため、密の魂を源五郎の肉体に移し変えた僧。かつてチベットの山奥で修行して、さまざまな術を会得した。密を助けた転生術もその一つである。

鶫原ちなみ（つぐみはら-）
4月10日生まれのおひつじ座、O型。身長155cm。源五郎が転校してきた1年B組をしきる委員長。料理や編み物をするなど家庭的な一面を持つ。ある誤解により源五郎（密）の事が好きになる。序盤以降極端に登場の機会が減った。

吉田明（よしだあきら）
1月26日生まれのみずがめ座、B型。身長168cm。転校してきた源五郎のクラスメート。のんびり屋で、妹想いでやさしい。

烏丸有志（からすまゆうじ）
10月28日生まれのさそり座、B型。身長181cm。理都に惚れ府浦高校に赴任してきた英語教師。キザなところがある。

卯堂（うどう）
6月19日生まれのふたご座、A型。身長218cm。寅午の弟子の僧。偉大な祖父や父を持つことによる劣等感より本来の能力を生かせずにいた。昂子に好意を寄せている。

早瀬昂子（はやせたかこ）
1月15日生まれのやぎ座、A型。身長172cm。「呪吽無頼怒（ジューンブライド）」の総長で連合・傘下を含めて1千人を率いている。顔が広く各方面に人脈を持つ。ある時理都と出会い、理都の密を想う気持ちに打たれ協力する。

樹林由希（きばやしゆき）/悠木千朋（ゆうきちほ）
9月12日生まれのおとめ座、A型。身長157cm。『端島密探偵事務所』の下にある花屋のアルバイト。本名は樹林由希。あることがきっかけで記憶を失い悠木千朋と名乗っていた。

鴨川みかる（かもがわ-）
3月25日生まれのおひつじ座、AB型。身長146cm。中学1年で密の推しかけ助手。ある目的のためにお金を貯めている。名前の由来はミカエル。

鴨川かほる（かもがわ-）
鴨川みかるの祖母。密の事務所の下の階で花屋を開いている。密によく仕事を紹介している。

巳遥（しはる）
9月9日生まれ。おとめ座、A型。身長159cm。非常に強力な霊能力者。本編では明言されなかったが卯堂の兄である。

加部（かぶ）
幽体離脱ができる霊能力者で巳遥の仲間である。理都にあこがれている。

アルラル
理都の前世。16世紀半ばにチベットで暮らしていたときに前世の密と出会い恋に落ちる。

## その他
るりるり
密に懐いていた猫。源五郎に転生した密にも気付いていた。密以外には懐かなかったが、後には理都にも懐くようになった。命名は源五郎の母。
ラファエル
巳遥と一緒にいる黒猫。

## 豆知識
- 作者の短編集『ふわふら』には後に源五郎と鶫原との間に生まれた娘がヒロインとして登場する。
- 作者自身執筆の同人誌にて、『ふわふら』や『密・リターンズ!』の本編とリンクした番外編や没エピソードを発表している。
- この短編集の他にも作中に登場する風和高校と府浦高校の名前の由来もうしろゆびさされ組のアルバム「ふ・わ・ふ・ら」である。

## 刊行
ジャンプコミックス
集英社刊、全7巻。
1. 1995年7月発売、ISBN 4-08-872001-6
2. 1995年9月発売、ISBN 4-08-872002-4
3. 1995年12月発売、ISBN 4-08-872003-2
4. 1996年2月発売、ISBN 4-08-872004-0
5. 1996年4月発売、ISBN 4-08-872005-9
6. 1996年6月発売、ISBN 4-08-872006-7
7. 1996年8月発売、ISBN 4-08-872007-5

- 『ふわふら 八神健傑作集』

1995年3月発売、ISBN 4088711661、全1巻、関連作品を収録。
SEED! COMiCS
ぺんぎん書房刊、愛蔵版、全3巻、『Another Story』も収録。
1. 2004年6月発売、ISBN 4901978276
2. 2004年7月発売、ISBN 4901978306
3. 2004年8月発売、ISBN 4901978314

MISSY COMICS
宙出版刊、廉価版、全2巻、本編全58話中40話までと『Another Story』を収録。
1. 2005年12月発売、ISBN 4776718529
2. 2006年2月発売、ISBN 4776718855